# SMSS J031300.36-670839.3

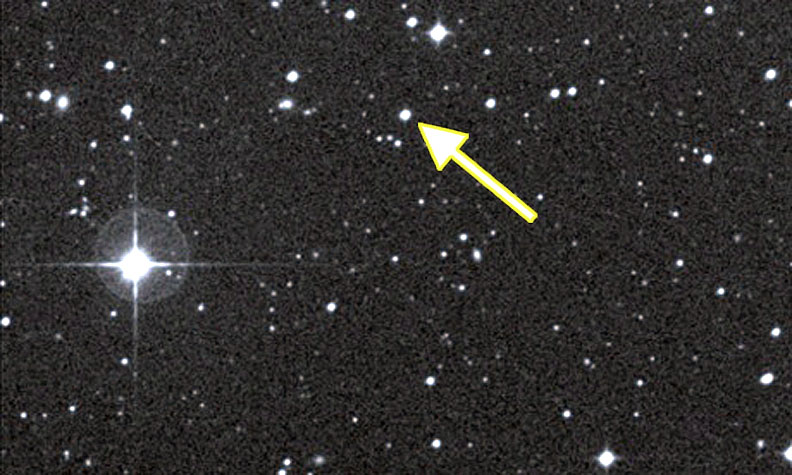
SM0313

SMSS J031300.36-670839.3 (abreviado SM0313) es una estrella en la Vía Láctea, a una distancia de 6000 años luz de la Tierra. Con una edad de 13 700 millones de años, es una de las estrellas más antiguas conocidas en el Universo. La estrella tiene una metalicidad muy baja, menos de una diez millonésima parte de hierro del Sol, lo que sugiere que se trata de una estrella población II, formada a partir de la nube de gas enriquecido por una de las primeras estrellas. Además de hidrógeno, la estrella contiene carbono, magnesio y calcio que pueden haber sido formado previamente por una supernova de baja energía
La estrella fue descubierta por un equipo dirigido por astrónomos de la Universidad Nacional Australiana. El descubrimiento fue reportado en Nature el 9 de febrero de 2014, e indica que la primera generación de estrellas podría no haber sido tan poderosa como se pensaba anteriormente.
El descubrimiento fue posible gracias a SkyMapper, un telescopio óptico totalmente automatizado en el Observatorio de Siding Spring, cerca de Coonabarabran, Nueva Gales del Sur, Australia.